# Route 3 (Oman)
Die Route 3 oder kurz R3 ist eine Nebenstraße im Sultanat Oman. Die Straße führt vom Bu Baqarah R/A bis zur Grenze zu den Vereinigten Arabischen Emiraten. Die R3 ist eine normale Nebenstraße mit jeweils einer Fahrspur auf beiden Seiten. Anstatt der Bezeichnung R3 ist Aswad Road üblich.

## Verlauf
Die Route 3 beginnt am Bu Baqarah R/A. Von hier aus kommt man in den Ort Bu Baqara, sowie über die R1 in den Norden zur Grenzstation Chatmat, in Richtung Süden nach Schinas, Suhar und Maskat. Durch eine Steppenlandschaft führt die R1 bis zum Ort Aswad. Davor kann man nur auf eine Straße Richtung Süden abbiegen. Nach Aswad führt die R3 nur mehr 3 Kilometer bis zur Grenze zu den Vereinigten Arabischen Emiraten. Etwa einen Kilometer vor der Grenze beginnt die Sandpiste. An der Grenze führt dann eine neue Autobahn weiter ins Landesinnere der Emirate.